# وقود حيوي مستدام
دخل الوقود الحيوي في صورة وقود سائل منتج من مواد نباتية إلى الأسواق، نتيجة لارتفاع أسعار النفط، إضافة إلى الحاجة لتأمين أمن الطاقة. ومع ذلك، تعرضت تقنية الوقود الحيوي لانتقادات بسبب آثارها الضارة على البيئة الطبيعية، والأمن الغذائي وكربونية التربة.
يتمثل التحدي في دعم تطوير تقنيات الوقود الحيوي، بما في ذلك تطوير تكنولوجيات جديدة من الإيثانول السليولوزي، مع سياسات وأدوات الاقتصادية مسؤولة للمساعدة على ضمان تسويق الوقود الحيوي المستدام. يمثل تسويق الوقود الحيوي فرصة لتعزيز فرص الاستثمار الاقتصادية المستدام في أفريقيا وأمريكا اللاتينية وآسيا.
يفتح الوقود الحيوي آفاقًا جديدة في زيادة المنافسة ضمن أسواق النفط والاعتدال في أسعار النفط، إضافة إلى تأمين إمدادات صحية من مصادر الطاقة البديلة، والتي ستساعد في مكافحة ارتفاع أسعار البنزين وتقليل الاعتماد على الوقود الأحفوري، وخاصة في قطاع النقل، واستخدام وقود أكثر كفاءة في وسائل النقل والذي يعتبر جزء لا يتجزأ من إستراتيجية النقل المستدام.

## خيارات الوقود الحيوي

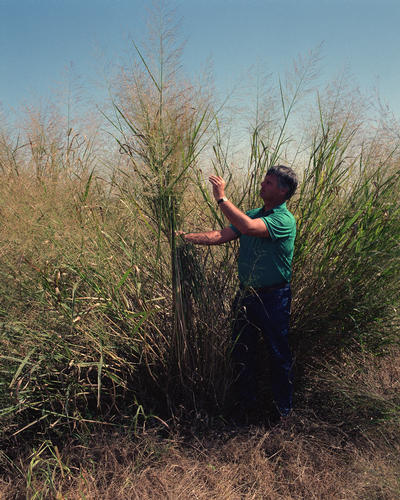
ثمام عصوي

تعد عمليات تطوير الوقود الحيوي واستخدامه من المسائل المعقدة، نظرًا لوجود العديد من خيارات الوقود الحيوي المتوافرة. فعلى سبيل المثال يستخرج الميثانول والديزل الحيوي من المحاصيل الزراعية التقليدية المنتجة للنشاء والسكر والزيوت النباتية. ومن هذه النباتات القمح والذرة وقصب السكر وزيت النخيل وزيت السلجم، لكن أي استبدال باستخدام هذه المحاصيل لإنتاج الوقود الحيوي سيكون له آثار على الغذاء الإنساني وإنتاج أعلاف الحيوانات، مما سيؤدي إلى عواقب اقتصادية وخيمة.
بدأ إنتاج الجيل الثاني من الوقود الحيوي باستغلال مصادر نباتية أوسع حاوية على السليولوز مثل الثمام العصوي والحشيشة الفضية العملاقة ونباتات حراجية وإعادة تدوير مخلفات الصناعات الغذائية، ومعالجة مخلفات الخضروات. سيطور التقدم في عمليات التحويل من استدامة الوقود الحيوي، من خلال كفاءة أعلى وتقليل الآثار البيئية الناجمة عن استخدام الطاقة الحيوية.
يعتقد اللورد رونالد أوكسبورغ أن مسؤوليات إنتاج الوقود الحيوي يحتوي على العديد من المتناقضات:
| « | إن الإنتاج المسؤول لمصادر الطاقة المستدامة التي لا تحتاج إلى تحويل الأراضي من زراعة الغذاء إلى زراعة محاصيل طاقية لا تحدث ضرر على البيئة، بل من الممكن أيضًا أن تساعد في حل مشاكل النفايات المتولدة عن المجتمع الغربي، ومن الممكن أن تخلق فرص العمل للفقراء حيث كانت في السابق لا شيء. بينما الإنتاج الغير المسؤول، فإنها في أحسن الأحوال لا توفر استفادة مناخية، وفي أسوأ الأحوال؛ قد تحدث ضرر في البنية الاجتماعية والبيئية. وبعبارة أخرى؛ الوقود الحيوي هي إلى حد كبير مثل أي منتج آخر. | » |

ووفقًا لمؤسسة جبل روكي فإن الممارسات السليمة لإنتاج الوقود الحيوي لن تعيق إنتاج الغذاء وصناعة الألياف، ولن تسبب مشاكل متعلقة بالمياه والبيئة. وتعتبر عملية اختيار الأراضي من أجل زراعة المواد الأولية اللازمة لتصنيع الوقود الحيوي إحدى الأمور الأساسية لتوفير مصدر طاقة مستدام. كما أن إحدى الاعتبارات الرئيسية هي تقليل منافسة زراعة الأراضي من أجل الأغراض الغذائية وأغراض الطاقة إلى الحد الأدنى.

## النباتات المستخدمة للوقود الحيوي المستدام

### قصب السكر في البرازيل

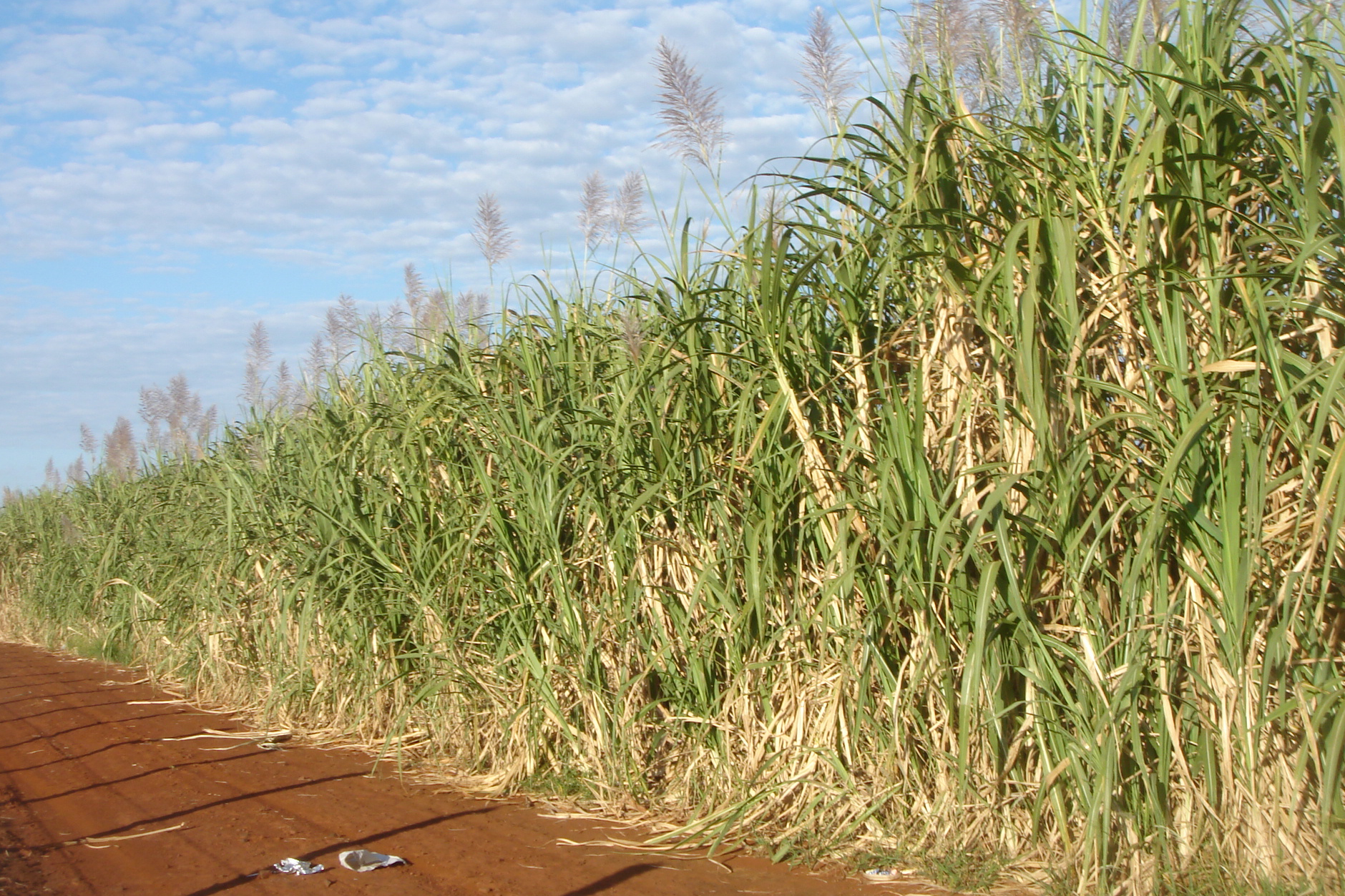
محصول قصب السكر جاهز للحصاد في ساو باولو.

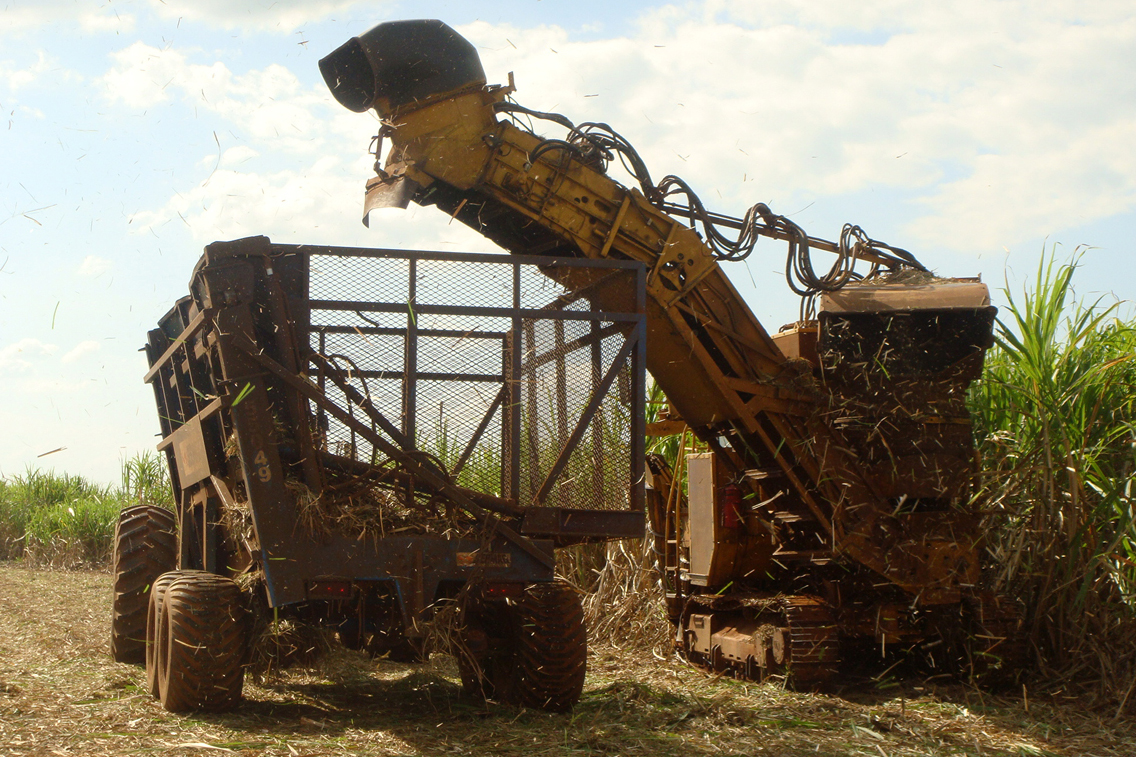
استخدام الآلات في العمليات الزراعية لقصب السكر

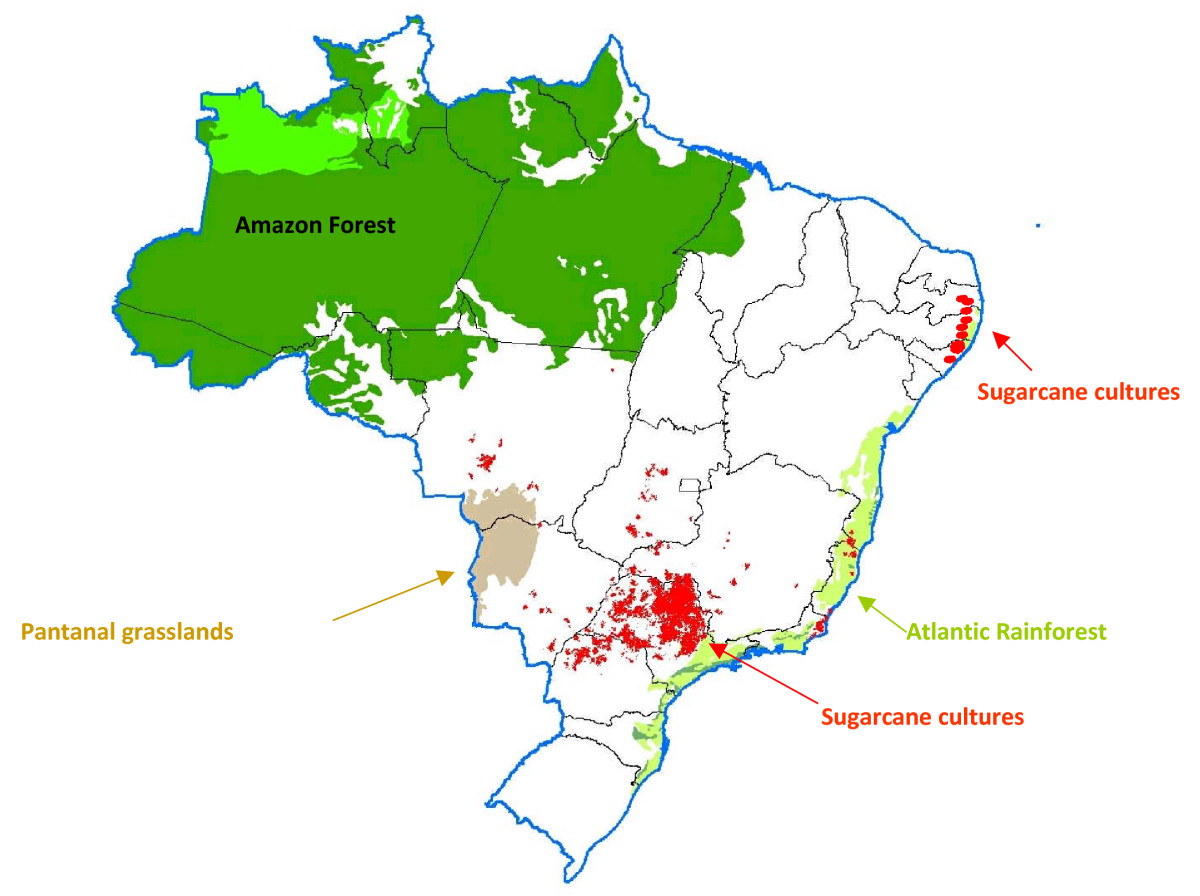
توزع المناطق البيئية لزراعة قصب السكر في البرازيل

تستخدم البرازيل قصب السكر لإنتاج وقود الإيثانول كوقود حيوي، ويعود تاريخ ذلك إلى سنة 1970. وتعتبر البرازيل رائدة في مجال صناعة الطاقة الحيوية والاقتصاد الأول في العالم في إنتاج الطاقة الحيوية. وقد صنفت الوكالة الأمريكية لحماية البيئة الوقود المنتج من قصب السكر البرازيلي بأنه وقود حيوي متطور وذلك في سنة 2010، ووفقًا لهذه الوكالة فإن هذا الوقود خفف من دورة حياة الغازات الدفيئة بنسبة 61% وهذه النسبة تتضمن الآثار المباشرة والغير مباشرة لاستخدام الأراضي في إنتاج الوقود الحيوي
يرتكز نجاح واستدامة إنتاج وقود الإيثانول الحيوي البرازيلي عن طريق قصب السكر على استخدام أكثر الوسائل كفاءة في تقنيات زراعة قصب السكر في العالم، حيث يتم استخدام معدات متطورة وقصب سكر رخيص كمادة أولية، كما تستخدم بقايات قصب السكر لإنتاج الحرارة والطاقة. مما ينتج عنه وقود ذو سعر تنافسي ومردود طاقي عالي (طاقة الخرج/ طاقة الدخل) والذي يتراوح من 8.3 كقيمة متوسطة إلى 10.2 كقيمة لأفضل إنتاج.
وفقًا لتقرير بتكليف من الأمم المتحدة، واستنادًا إلى استعراض مفصل من الأبحاث المنشورة حتى منتصف عام 2009، فضلاً عن المدخلات من قبل خبراء مستقلين في جميع أنحاء العالم، فإن الإيثانول المنتج عن طريق قصب السكر كما هو الحال في البرازيل «ينتج في بعض الظروف ما يقارب الصفر من انبعاثات الغازات الدفيئة»، وإذا ما نمت طرق معالجتها بشكل صحيح، فإنه قد يؤدي إلى تقليل انبعاثات غاز ثاني أكسيد الكربون بدلاً من الزيادة. وفي المقابل؛ وجد التقرير أن الولايات المتحدة الأمريكية - والتي تستخدم الذرة لإنتاج الوقود الحيوي - تنتج وقود أقل كفاءة، وقصب السكر يمكن أن يؤدي لخفض الانبعاثات لأكثر من 70٪ حتى 100٪ عند الاستعاضة عنه بدلاً من البنزين. كما أظهرت عدة دراسات أخرى أن الإيثانول المنتج من قصب السكر يقلل من غازات الدفيئة بنسبة 86 إلى 90 ٪ إذا لم يكن هناك تغير كبير في استخدام الأراضي.
خلصت دراسة أخرى - بتكليف من الحكومة الألمانية في عام 2006 لتقييم استدامة الإيثانول الحيوي البرازيلي - إلى أن هناك ما يكفي من المياه لتلبية جميع الاحتياجات المائية الطويلة الأجل لإنتاج قصب السكر والإيثانول. هذا التقييم وجد أيضًا أن استهلاك الكيماويات الزراعية لإنتاج قصب السكر أقل مما يتم استهلاكه من أجل محاصيل الليمون والبن والذرة وفول الصويا. كما وجدت الدراسة أن تطوير أصناف مقاومة من قصب السكر هو أحد الجوانب الهامة من أجل مكافحة الأمراض والآفات، ويعد إنتاج قصب السكر في البرازيل واحدًا من الأهداف الرئيسية لبرامج التحسين الوراثي. أما مكافحة المرض هو أحد أهم الأسباب لاستبدال مجموعة تجارية من قصب السكر بمجموعة أخرى.
من أحد الجوانب المقلقة في إنتاج قصب السكر بشكل تقليدي، هي عملية حرق حقول قصب السكر قبل الحصاد لتجنب العمال الضرر، عن طريق إزالة الأوراق الحادة وقتل الثعابين والحيوانات الضارة الأخرى، إضافة إلى تسميد الحقول بالرماد. ستحد عمليات الميكنة من الآثار البيئية الضارة بعمليات حرق الحقول، كما أنها ذات إنتاجية أعلى من عمليات الزراعة التقليدية المعتمدة على الناس فقط. بحلول موسم الحصاد لسنة 2008، تم جمع حوالي 47٪ من قصب السكر باستخدام آلات الحصاد.
بشأن الآثار السلبية المحتملة للتأثيرات المباشرة وغير المباشرة الناتجة عن التغيرات في استخدام الأراضي على انبعاثات الكربون. قدمت دراسة بتكليف من الحكومة الألمانية خلصت إلى أن «من الصعب جدًا تحديد الآثار غير المباشرة لاستخدام المزيد من الأراضي لإنتاج المزيد من قصب السكر. يمكن أن يحل قصب السكر مكان أي محصول آخر مثل استبداله لمحاصيل الصويا أو الحمضيات، والذي بدوره سيؤدي إلى ايجاد مزارع صويا إضافية واستبدال المراعي، والتي بدورها قد تسبب في إزالة الغابات، وأيضًا ليس من المنطقي أن تنسب كل خسائر الكربون في التربة لزراعة قصب السكر». وقد قدرت الوكالة البرازيلية إمبرابا أن هناك ما يكفي من الأراضي الزراعية المتاحة لزيادة ما لا يقل عن 30 ضعف في مساحة الأراضي المزروعة بقصب السكر دون تعريض النظم البيئية لخطر كبير؛ أو الاستيلاء على الأراضي المخصصة لمحاصيل غذائية. ومن المتوقع  أن يكون معظم النمو المستقبلي في المراعي المهجورة، كما كان الاتجاه التاريخي في ولاية ساو باولو. ومن المتوقع تحسين الإنتاجية إلى أبعد من ذلك بناء على بحوث التكنولوجيا الحيوية الحالية وعمليات التحسين الوراثي، وتحسين الممارسات الزراعية، وبالتالي المساهمة في خفض الطلب على الأرض مقابل التطورات المستقبلية على إنتاج قصب السكر في المستقبل.
ومن الأمور المقلقة الأخرى هي خطر تطهير الغابات المطيرة وغيرها من الأراضي الثمينة بيئيًا لإنتاج قصب السكر، مثل الأمازون، أو بانتانال أو سيرادو. وقد دحضت إمبرابا هذا القلق وشرحت أن 99.7 ٪ من مزارع قصب السكر تقع على الأقل على بعد 2000 كم من منطقة الأمازون، والتوسع خلال الخمس والعشرين سنة الماضية وقعت في منطقة المركز والجنوب، وبعيدًا عن منطقة الأمازون أو بانتانال. كما أن النمو في ولاية ساو باولو وقع في أراضي المراعي المهجورة. وتقارير تقييم الآثار الموضح من قبل الحكومة الألمانية تدعم هذه الحجة.
أصدرت الحكومة البرازيلية في سبتمبر 2009 مرسوم الأراضي الزراعية والبيئية من أجل ضمان التنمية المستدامة لإنتاج الإيثانول، حيث تم تقسيم المناطق للحد من نمو قصب السكر بالقرب من المناطق الحساسة بيئيًا. ووفقًا للمعايير الجديدة، فإن 92.5 ٪ من الأراضي البرازيلية ليست مناسبة لزراعة قصب السكر. وترى الحكومة أن المناطق المناسبة هي أكثر من كافية لتلبية الطلب المستقبلي على الإيثانول والسكر في الأسواق المحلية والدولية المتوقعة للعقود القادمة.
أما بشأن قضية الوقود ضد الغذاء، فقد أشار تقرير للبنك الدولي -الذي نشر في يوليو 2088- أن إنتاج الإيثانول البرازيلي المعتمد على قصب السكر، لم يدفع إلى ارتفاع أسعار المواد الغذائية.". كما نشر تقرير لمنظمة التعاون والتنمية الاقتصادية في يوليو 2008 يوافق تقرير البنك الدولي من أن تأثير الوقود الحيوي كان قليلاً على أسعار المواد الغذائية. كما خلص تقرير برازيلي إلى أن الدافع الرئيسي وراء ارتفاع أسعار المواد الغذائية في عاميّ 2007 و2008 كان بسبب نشاط المضاربة في أسواق المال في ظل ظروف من زيادة الطلب في السوق مع انخفاض مخزونات الحبوب. وخلصت الدراسة أيضًا إلى أن ليست هناك علاقة بين منطقة قصب السكر البرازيلي المزروعة ومتوسط أسعار الحبوب، وعلى العكس من ذلك؛ رافق انتشار قصب السكر النمو السريع في محاصيل الحبوب في البلاد.

### الجاتروفا في الهند وأفريقيا

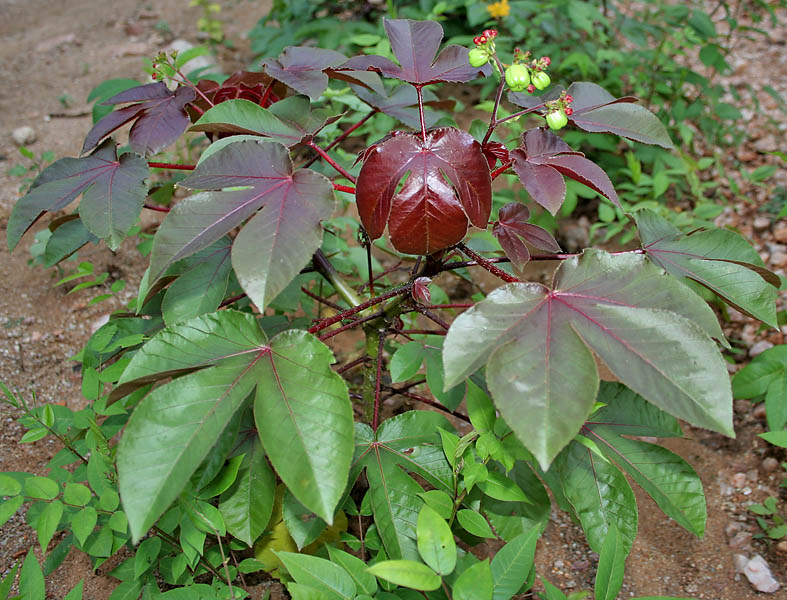
نبتة جاتروفا في الهند

يمكن استخدام زراعة محاصيل مثل الجاتروفا لإنتاج الديزل الحيوي. وتزدهر هذه المحاصيل على الأراضي الزراعية الهامشية، حيث لا تنمو العديد من المحاصيل الزراعية، أو قد تكون ذات إنتاجية متدنية. توفر زراعة الجاتروفا فوائد للمجتمعات المحلية فهي تتطلب أيدي عاملة كثيفة لالتقاط الثمار، وتتطلب حوالي شخص واحد لكل هكتار. مما يوفر فرص عمل في أجزاء من المناطق الريفية في الهند وأفريقيا، حيث توفر حوالي 200,000 فرصة عمل في أنحاء العالم من خلال الجاتروفا. وعلاوة على ذلك؛ غالبًا ما تجد القرويون يزرعون المحاصيل الأخرى في ظلال هذه الأشجار. إضافة إلى تجنب مجتمعاتهم استيراد الديزل المكلف ووجود فائض للتصدير.

### الجاتروفا في كمبوديا
يندر العثور على الوقود الأحفوري في كمبوديا، وتكاد تعتمد اعتمادًا كليًا على استيراد وقود الديزل لإنتاج الكهرباء. ولذلك تواجه كمبوديا إمدادات غير مستقرة للطاقة، كما أن تكلفة الطاقة الكهربائية في كمبوديا هي الأعلى في العالم، وقد تعيق هذه الآثار التنمية الاقتصادية في ذاك البلد.
قد يوفر الوقود الحيوي بديلاً مناسبًا عن وقود الديزل، الذي يمكن تصنيعه محليًا بسعر منخفض، بغض النظر عن أسعار النفط الدولية. كما أن الإنتاج المحلي واستخدام الوقود الحيوي قد يوفر فوائد أخرى مثل تحسين أمن الطاقة، وفرص التنمية الريفية والفوائد البيئية. تعد أنواع جاتروفا بربادوس مصدر ملائم بصفة خاصة لإنتاج الوقود الحيوي، كما أنها تنمو بشكل طبيعي في كمبوديا. لذلك فإن عمليات الإنتاج المحلي للوقود الحيوي المستدام تتم على أساس الجاتروفا أو مصادر أخرى، وسيقدم فوائد محتملة جيدة للمستثمرين والاقتصاد والمجتمعات الريفية والبيئة.

### الجاتروفا في المكسيك
الجاتروفا هي من نباتات المكسيك وأميركا الوسطى أصلاً، ومن المرجح أنها نقلت إلى الهند وأفريقيا في حوالي سنة 1500 بواسطة البحارة البرتغاليين بسبب اقتناعهم بأن لها استخدامات طبية. في سنة 2008، ومع الإقرار بالحاجة إلى تنويع مصادر الطاقة والتقليل من الانبعاثات الحرارية، تم تمرير قانون في المكسيك لدفع تطوير الوقود الحيوي بما لا يهدد الأمن الغذائي، وحددت وزارة الزراعة نحو 2,600,000 هكتار من الأراضي ذات قدرة عالية على إنتاج الجاتروفا. فمثلاً شبه جزيرة يوكاتان، بالإضافة إلى كونها منطقة منتجة للذرة فإنها تحتوي على مزارع السيزال المهجورة، فإن زراعة الجاتروفا لإنتاج وقود الديزل الحيوي لن تحل محل إنتاج المواد الغذائية.

### البونغاميا الريشية في أستراليا والهند

بونغاميا ريشية في أستراليا

تعتبر البونغاميا الريشية من البقوليات وتتواجد في أستراليا والهند وولاية فلوريدا الأمريكية ومعظم المناطق المدارية. ويجري استثمارها في شمال أستراليا كبديل للجاتروفا، حيث تعتبر الجاتروفا عشب سام. ويجري حاليًا تسويق هذه النبتة من قبل شركة طاقة الباسفيك المتجددة كمصدر لإنتاج الديزل الحيوي، حيث يجري استبدال محركات الديزل التقليدية بمحركات عاملة على الديزل الحيوي من الجيل الأول أو الثاتي.
كما يوجد حاليًا العديد من المزارع في الهند ومزارع جديدة في أستراليا في مناطق متنوعة مثل الشرق الساحلية جنوب ولاية كوينزلاند إلى روما، بولاية كوينزلاند، والشواطئ الجنوبية لكوينزلاند.

### السورغم الحلو في الهند
يتغلب السورغم الحلو على العديد من أوجه القصور في محاصيل الوقود الحيوي الأخرى. فتستخدم فقط سيقانه لإنتاج الوقود الحيوي، بينما يتم حفظ بذوره لتغذية الماشية أو الغذاء. وبالتالي لا يؤدي إلى ارتفاع الطلب في السوق العالمية على المواد الغذائية، وبالتالي لا يوجد له تأثير يذكر على أسعار المواد الغذائية والأمن الغذائي. ويزرع السورغم الرفيع الحلو في الأراضي الجافة والتي لها قدرة قليلة على الحفاظ على الكربون (المواد العضوية)، لذلك لا يتم أخذ الاعتبارات الناجمة عن المخاوف من إزالة الغابات المطيرة. السورغم الحلو أسهل وأرخص محاصيل الوقود الحيوي الأخرى في الهند ولا يتطلب عمليات ري، وهو عامل مهم في المناطق الجافة. تزرع الآن بعض أصناف السورغم الحلو الرفيع الهندية في أوغندا لإنتاج الإيثانول.

### الطحالب في أمريكا وأوروبا
تجري حاليًا العديد من البحوث في مجال إنتاج الديزل الحيوي من الطحالب بكفاءة في القطاع الخاص، وتشير التوقعات المجراة من خلال التجارب الصغيرة للإنتاج إلى أن استخدام الطحالب لإنتاج وقود الديزل الحيوي قد يكون الأسلوب الوحيد القابل للتطبيق الذي يمكن من خلالها إنتاج وقود للسيارات بما فيه الكفاية ليحل محل الديزل.
وقد ذكر باحثين من هولندا، بإن إنتاج الوقود العضوي من الطحالب يمكن أن يصبح حقيقة في فترة تتراوح ما بين 10 إلى 15 سنة والذي قد يحل محل الوقود العضوي في المستقبل كما أن جامعات في بريطانيا مثل جامعة كامبردج وجامعة غلاسكو وجامعة نيوكاسل وغيرها تقوم بإجراء العديد من البحوث على تطوير إنتاج الوقود الحيوي. كما تخطط أوكرانيا لعملية إنتاج الوقود الحيوي باستخدام نوع خاص من الطحالب.
أما في الولايات المتحدة فكان برنامج الأنواع المائية، الذي بدأ في عام 1978، وهو برنامج بحوث ممول من قبل وزارة الطاقة الأمريكية ومكلف بالتحقق من إمكانية استخدام الطحالب لإنتاج الطاقة. وركز البرنامج في البداية الجهود على إنتاج الهيدروجين، لكن سرعان ما تحولت البحوث في سنة 1982 إلى بحوث حول إنتاج النفط. وقد كان تركيز البرنامج على إنتاج الوقود الحيوي باستخدام الطحالب، لكن البرنامج توقف سنة 1995 في إطار تخفيض النفقات. وقد قامت العديد من الجامعات الإمريكية بمتابعة البحوث حول إنتاج الوقود الحيوي من الطحالب ومحاولة الاستفادة من مياه الصرف الصحي لإنتاج الطحالب.

## التعاون الدولي حول الوقود الحيوي المستدام

### مائدة الوقود الحيوي المستديرة
يمكن أن تلعب المواقف العامة والإجراءات التي تتخذها الجهات المعنية دورًا حاسمًا في الاستفادة من إمكانات الوقود الحيوي. وستؤدي النقاشات والحوارات القائمة على أساس علمي وفهم وجهات النظر العامة وأصحاب المصلحة إلى أدوار هامة. ولذلك قامت مبادرة مائدة الوقود الحيوي المستديرة، وهي مبادرة دولية تهدف إلى الجمع بين المزارعين والشركات والحكومات والمنظمات غير الحكومية والعلماء الذين يرغبون في استدامة إنتاج الوقود الحيوي وعمليات التوزيع. ففي خلال عام 2008، وضعت المائدة المستديرة سلسلة من المبادئ والمعايير لإنتاج الوقود الحيوي المستدام من خلال الاجتماعات والمؤتمرات، والمناقشات عبر الإنترنت.
وقد أصدرت المائدة المستديرة عن الوقود الحيوي المستدام في 13 أغسطس 2008، «النسخة الصفر» وهي عبارة عن معايير مقترحة للوقود الحيوي المستدام. وتتضمن إثنا عشر مبدأ، ولكل مبدأ عدة معايير للتطوير. وهذه المبادئ هي:
1. يجب أن يتبع إنتاج الوقود الحيوي المعاهدات الدولية والقوانين الوطنية المنظمة مثل جودة الهواء ومصادر المياه وأساليب الزراعة وشروط العمل وما إلى ذلك.
2. يجب أن تصمم وتنفذ عمليات إنتاج الوقود الحيوي بحيث تشمل جميع أصحاب المصالح في عمليات التخطيط والمراقبة.
3. يجب أن يقلل الوقود الحيوي من انبعاثات الغازات الدفيئة مقارنة بالوقود الإحفوري، والسعي من حيث المبدأ بمقارنة فوائد تقليل الانبعاثات.
4. يجب أن لا ينتهك إنتاج الوقود الحيوي من حقوق الإنسان أو حقوق العمال، والتأكيد على العمل اللائق ورفاهية العمال.
5. يجب أن يساهم الوقود الحيوي في التطور الاقتصادي والاجتماعي للدولة والمدن والمناطق القروية والمواطنين الأصليين.
6. يجب أن لا يؤثر إنتاج الوقود الحيوي على الأمن الغذائي.
7. يجب أن يتجنب إنتاج الوقود الحيوي التأثيرات السلبية على النظم البيئية والتنوع البيئي، والحفاظ على المناطق ذات القيمة البيئية العالية.
8. يجب أن يشجع إنتاج الوقود الحيوي على الممارسات التي تؤدي إلى تحسين التربة والتقليل من تدهورها.
9. يجب استخدام المياه السطحية والجوفية بالشكل الأمثل والحرص على عدم استنزاف المياه الجوفية.
10. يجب تقليل التلوث البيئي إلى الحد الأدنى.
11. يجب إنتاج أنواع الوقود البيولوجي بأكثر الطرق فعالية من حيث التكلفة، مع الالتزام بتحسين كفاءة الإنتاج والأداء في جميع مراحل تقيم أداء الوقود الحيوي.
12. يجب أن لا ينتهك إنتاج الوقود الحيوي حقوق ملكية الأراضي.

### إجماع الوقود الحيوي المستدام
إجماع الوقود الحيوي المستدام هي مبادرة دولية تدعو الحكومات والقطاع الخاص، وأصحاب المصلحة الآخرين على اتخاذ إجراءات متضافرة والتعاون في العمل والتنسيق العام لضمان تجارة الوقود المستدام. وبهذه الطريقة سيلعب الوقود الحيوي دورًا رئيسيًا في تحويلات هامة في قطاع الطاقة، وتحقيق استقرار المناخ وما ينتج عنها من نهضة في جميع أنحاء العالم في المناطق الريفية.
تصور مبادرة إجماع الوقود الحيوي المستدام الوضع الدي سيوفر الغذاء والعلف والألياف والطاقة، كما توفر فرصًا للتنمية الريفية، والتنوع في إمدادات الطاقة وحماية النظم البيئي والتنوع البيئي وحماية كربونية التربة.

## معايير الاستدامة
أدرجت العديد من البلدان والمناطق سياسات أو اعتمدت معايير لتعزيز التنمية المستدامة لإنتاج الوقود الحيوي واستخدامه، وأبرزها الاتحاد الأوروبي والولايات المتحدة. وقد أصدرت الوكالة الأوربية لمعايير الطاقة المتجددة في عام 2009، معيارًا يتطلب أن تكون 10% من وقود النقل مستمدة من الطاقة المتجددة بحلول عام 2020، ويعتبر هذا المعيار هو المعيار الأكثر شمولية. كما يتطلب هذا التوجيه أن تكون انبعاثات الغازات الدفيئة أقل بـ 50% من الغازات المنبعثة من الوقود الإحفوري، وذلك حتى سنة 2017. كما لا ينبغي أن تتم إنتاج النباتات المنتجة للوقود على أراضي ذات قيمة عالية في التنوع البيولوجي، وأن لا تقلل من كربونية التربة.
أما المعايير الأمريكية للوقود المتجدد وقانون كاليفورنيا لمعايير الوقود الكربوني، تتطلب مستويات معينة من تقليل دورة حياة الغازات الدفيئة بالمقارنة مع ما ينتج من استهلاك الوقود الأحفوري. وتتطلب المعايير الأمريكية للوقود المتجدد أن يقلل ما لا يقل عن نصف الوقود الحيوي دورة حياة انبعاثات الغازات الدفيئة بنسبة 50%. ويدعو قانون كاليفورنيا لمعايير الوقود الكربوني إلى حد أدنى يعادل 10% من تخفيض الانبعاثات لكل من إنتاج الطاقة والنقل بحلول عام 2020. تعتزم ولاية كاليفورنيا «توسيع السياسة لمعالجة قضايا الاستدامة المرتبطة بالوقود الحيوي السائل في المستقبل»
وقد اعتمدت البرازيل في عام 2009 سياسات جديدة للاستدامة إيثانول قصب السكر، متضمنة تنظيم مناطق توسيع زراعة قصب السكر والبروتوكولات الاجتماعية المنظمة.

## تغيرات سعر النفط
يفتح الوقود الحيوي آفاقًا جديدة من المنافسة في أسواق النفط والاعتدال في أسعاره. ووفقًا لصحيفة وول ستريت جرنال، فإنه تداول النفط الخام سيزداد بنسبة 15%، والبنزين بنسبة 25% في حالة عدم وجود الوقود الحيوي. ووفقًا للصحيفة، فإن مصادر الطاقة البديلة تساعد على مكافحة ارتفاع أسعار البنزين.

## الاستخدام في وسائل النقل
الوقود الحيوي لديه قدرة محدودة على استبدال الوقود الأحفوري، وينبغي ألا يعتبر بمثابة حل سحري للتعامل مع انبعاثات قطاع النقل، فلا يمكن للنقل بالوقود المستدام في وضعه الحالي أن يحل مكان النقل التقليدي. لذلك يجب أن توضع خطة لتطويرها، وتكون كجزء من نهج متكامل، وهو ما يعزز خيارات أخرى للطاقة المتجددة وزيادة كفاءة الطاقة، فضلاً عن التخفيف من الطلب الكلي والحاجة إلى النقل. ويعتبر تطوير المركبات التي تعمل بالوقود الهجين وخلايا الوقود وتحسين التخطيط الحضري والريفي من الحاجات الأساسية.
في ديسمبر 2008، أنجزت شركة طيران نيوزيلندا أول اختبار لطائرة تجارية في العالم باستخدام وقود مصنع جزئيًا من الجاتروفا. وقد تم إجراء اختبار الطيران خلال اثنتي عشر ساعة طيران، وقد أقلعت الطائرة من مطار أوكلاند الدولي. وقد تم استخدام مزيج من الوقود الحيوي ووقود الجاتروفا بنسبة 50:50 وزودت بها طائرة بوينغ 747-400.
وقد وضعت شركة طيران نيوزيلندا العديد من المعايير لاستخدام وقود الجاتروفا، منها أن الأراضي التي زرعت فيها الجاتروفا لم تكن غابات عذراء ولا مراعي في السنوات العشرين السابقة، إضافة إلى أن التربة والمناخ التي تزرع فيها غير مناسبة لغالبية المحاصيل الغذائية، وأن تكون مزارعها بعلية حصرًا. وقد وضعت الشركة أيضًا معايير للاستدامة العامة، موضحةً أن الوقود الحيوي يجب ألا ينافس الموارد الغذائية، ويجب أن تكون جيدة ومناسبة لوقود الطائرات النفاثة التقليدية وأقل كلفة من الوقود الحالي.
استخدمت خطوط كونتيننتال الجوية عام 2009، وقود حيوي لطيرانها التجاري في أمريكا الشمالية. وقد أستخدمت في أولى رحلاتها طائرتين من نوع بوينغ 737-800، كان مزيج الوقود الحيوي المستخدم مشتق من الطحالب والجاتروفا.
في آذار / مارس 2011، أظهرت أبحاث جامعة ييل إمكانية كبيرة لاستخدام الوقود الحيوي المستدام المشتق من الطحالب والجاتروفا كوقود للطائرات. ووفقًا للبحوث، يمكن أن يأتي زراعة الجاتروفا بمنافع عدة في أمريكا اللاتينية من تخفيض الغازات الدفيئة عند مقارنتها باستخدام الوقود النفطي بالطائرات. وتم تقييم الظروف الزراعية الفعلية في أمريكا اللاتينية باستخدام معايير الاستدامة التي وضعتها اللجان المعنية بالوقود الحيوي المستدام. وخلافًا للبحوث السابقة، التي استخدمت المدخلات النظرية، أجرى فريق ييل العديد من المقابلات مع مزارعين الجاتروفا واستخدموا «القياسات الميدانية لتطوير أول تحليل شامل مستديم للمشاريع الفعلية».
واعتبارًا من يونيو 2011، سمحت المعايير الدولية المنقحة لوقود الطيران رسميًا لشركات الطيران التجارية بمزج وقود الطائرات التقليدي مع ما يصل إلى 50٪ من الوقود الحيوي. «يمكن خلط الوقود المتجدد مع وقود الطائرات التجارية والعسكرية التقليدي من خلال المتطلبات الواردة في الطبعة الجديدة من ASTM D7566، لمواصفات وقود التوربينات الجوية المحتوية على مواد هيدروكربونية مركبة».
وفي كانون الأول / ديسمبر 2011، منحت إدارة الطيران الاتحادية 7.7 مليون دولار إلى ثماني شركات للمضي قدمًا في تطوير الوقود الحيوي التجاري، مع التركيز بشكل خاص على الكحول كوقود للطائرات. كما تساعد القوات المسلحة الأنغولية في تطوير وقود مستدام (من الكحول والسكريات والكتلة الحيوية والمواد العضوية مثل زيوت الانحلال الحراري) التي يمكن «استخدامها» فيالطائرات دون تغيير كفائتها أوالبنية التحتية الخاصة بها. وسيختبر البحث كيف يؤثر الوقود الجديد على متانة المحرك ومعايير مراقبة الجودة.
وتهدف شركة غرينسكي لندن، وهي مصنع قيد الإنشاء للوقود الحيوي في عام 2014، إلى استيعاب حوالي 500 ألف طن من قمامة البلدية وتغيير المكون العضوي لها إلى 60,000 طن من وقود الطائرات، و 40 ميغاواط من الطاقة. وبحلول نهاية عام 2015، كان من المأمول أن تستخدم جميع الرحلات الجوية البريطانية من مطارات مدينة لندن الوقود المستمد من النفايات والقمامة التي يرميها سكان لندن، مما يؤدي إلى توفير الكربون بما يعادل الكربون الناتج من 150,000 سيارة. لكن لسوء الحظ، تم تنفيذ خطة 340 مليون جنيه استرليني في يناير 2016 بعد انخفاض أسعار النفط الخام، مما ألحق الرر بالمستثمرين مع عدم وجود دعم من الحكومة البريطانية.
وفي يناير 2024 افتتحت الولايات المتحدة أول مصنع في العالم يستخدم الإيثانول في إنتاج وقود الطائرات الأقل تلويثاً للبيئة، وأعلنت شركة "لانزا جت" (LanzaJet)، التي تتخذ من إلينوي مقراً لها، رسمياً عن المنشأة الجديدة في ريف جورجيا، التي بلغت تكلفتها 200 مليون دولار، في مؤتمر مع المستثمرين في 24 يناير 2024، شاركت فيه شركة "سانكور إنيرجي" (Suncor Energy)، والخطوط الجوية البريطانية التابعة لشركة "آي إيه جي" (IAG)، بالإضافة إلى توم فيلساك، وزير الزراعة الأميركي، ومسؤولون محليون.وتبلغ الطاقة الإنتاجية السنوية للمصنع الجديد 10 ملايين غالون من وقود الطائرات المستدام (SAF) وزيت الديزل المتجدد.

## وصلات خارجية
- بحث من جامعة ميسوري للعلوم والتكنولوجيا حول وقود الطحالب
- المركز الزراعي لأنتاج نباتات الوقود المستدام
- الوقود الحيوي في إفريقيا الفرص والآفاق والتحديات